# 維什紐瓦泰
47°26′4″N 37°12′33″E / 47.43444°N 37.20917°E
維什紐瓦泰（烏克蘭語：Вишнювате）是位於烏克蘭東南部的村莊，由扎波羅熱州波洛希區的羅濟夫卡市鎮負責管轄。該村面積1.27平方公里，海拔高度131米，2001年人口421，人口密度每平方公里332人。